# サケノサカナ
サケノサカナとは、2011年3月20日から2013年5月2日まで不定期に生放送されていた、山口一郎(サカナクション)と星野源(SAKEROCK)による、日本のUstream番組である。後継番組は夜のテレビジョン。

## 概要
2011年3月11日に発生した東日本大震災を受けて、「被災している方はもとよりメディアの情報などで不安な日々を過ごしている人や、眠れない夜を過ごしている人に少しだけほっこりした時間を届けたい」という両人の思いから、同年3月20日にパイロット版としてビクターエンタテインメント社内より生放送された（この放送は第0回とされていることが多い）。
以後2013年5月2日までの間、不定期に生放送された。後続の「夜のテレビジョン」が開始するにあたって2014年6月6日に全8回分をまとめたダイジェスト番組が放送された。「NEXUS AID 東日本大震災 音楽文化復興支援プロジェクト」に賛同している。また、番組タイトル、オープニング映像はともに一般公募である。それについては後述する。

## 放送内容
主に、二人が登場して、お互いが持ち寄ったお菓子を食べながら近況報告、プライベートや趣味、お勧めのもの紹介、果ては音楽に関する深い話し合いをして、ゲームコーナーがあり、最後に二人がそれぞれ弾き語りをするのが全体の流れである。また、メインの山口・星野のほかに、アシスタントの役で星野側のスタッフ　（通称:アーノルド）や、2012年の正月での放送では小出祐介(Base Ball Bear)、北澤“momo”寿志、鹿野淳らがゲスト出演した。
番組に関して山口は「番組でやっているのは二人の他愛もない会話や悪ふざけなんですけど、それを見て『音楽を作っているのは人間である』という当たり前のリアルを感じ取ってもらえたら嬉しいですね。」と言及している。
通常はこの内容で約3時間、午後9時に開始して日をまたぐこともある。ただし、前述の公開生放送は、放送後にJ-WAVE「RADIPEDIA」に二人ともゲスト出演するスケジュールだったため、普段より早く午後7時に開始、約2時間ほどであった。この番組は事前に打ち合わせの上放送されているが、この打ち合わせも本編同様に雑談しながら行われる。

### ゲームコーナー
第1回以降、生放送の中盤から終盤の間にゲームコーナーが設けられている。過去の放送では、「UNO」「人生ゲーム」「心理テスト」「連想ゲーム」などが行われた。なお、敗者には罰ゲームが用意されていることもある。このコーナーに関して星野は「このコーナーで視聴者数が減る」と言及している。

### 番組タイトルについて
前述のパイロット版放送にて、番組のタイトルを考えようということで、Twitterによる一般公募が行われた。「イッちゃんゲンちゃんごきげんテレビ」「いちげんさん」「さけのさかな」と候補が挙がり、「いっせーの」で決めようということになり、決めたところ山口の勝利、「サケノサカナ」に決定した。このタイトルは、二人がそれぞれ所属しているバンド、山口の「サカナクション」から「サカナ」、星野の「SAKEROCK」から「サケ」をそれぞれ名前にもらっている。

### オープニング映像について
番組タイトルと同じく、オープニング映像も一般公募された。2011年4月30日の通算2回目(第1回とされている)の放送にて、オープニング映像を一般公募することがアナウンスされ、多数の応募があった。締め切りである同年5月31日の放送では、スタッフにより厳選された候補作品が放映された。その次の同年7月12日の放送でもう一度候補作品が放映され、山口・星野の意見一致で採用作品が決定した。同時に休憩に入るときのジングル用にもうひとつ作品が採用された。それ以降の放送では、採用された映像が生放送中に使用されている。なお、オープニング映像採用者には山口愛用のサイン入りギターが、休憩ジングル映像採用者には山口直筆の手紙が送られた。

## 逸話など
- 山口・星野は度々「"サケノサカナ"コンビ」と称されるようになり、2012年5月期のNHK-FM「サウンドクリエイターズファイル」で二人の共演の際も「ラジオ版サケノサカナが実現！」と予告がされた。
- テレビでのレギュラー番組化を目指しているような発言が放送内あるいはそれ以外でも多く見られる。第4回の公開生放送では観客とともにテレビ番組化を懇願し、ほかの回では終盤の弾き語りコーナーで「N○Kでレギュラーを」と歌詞の一部を変えて歌うようなこともある。
- 第6回の放送で山口が「コーラ餅グミ」を持ち込み紹介したところ、その後Twitter上でファンたちの話題となり、のちに販売する株式会社明治からコーラ餅やその姉妹品がボックスで贈られた(贈られてきた現物の写真が山口のTwitterで公開された)。
- 第7回の放送でUstreamランキングにてデイリー最大瞬間視聴者数1位を獲得した[4]。

## 過去の放送
| 放送日         | 放送回            | 放送場所                                       |
| -------------- | ----------------- | ---------------------------------------------- |
| 2011年3月20日  | パイロット版      | ビクターエンタテインメント社内(旧社屋・表参道) |
| 2011年4月30日  | 第1回             | 〃                                             |
| 2011年5月31日  | 第2回             | 〃                                             |
| 2011年7月12日  | 第3回             | 〃                                             |
| 2011年12月15日 | 第4回・公開生放送 | タワーレコード渋谷店 B1 STAGE ONE              |
| 2012年1月1日   | 第5回             | 山口一郎 邸                                    |
| 2012年7月24日  | 第6回             | ビクターエンタテインメント社内(新社屋・渋谷)   |
| 2013年5月2日   | 第7回             | 〃                                             |

### 再放送
| 放送日              | 放送内容                    |
| ------------------- | --------------------------- |
| 2014年6月6日        | 全8回をまとめたダイジェスト |
| 2014年6月13日(予定) | 第5回 編集版                |

## 関連リンク
- Ustreamの「サケノサカナ」放送ページ。